# Taryfa energii elektrycznej
Taryfa energii elektrycznej – cena energii elektrycznej ustalana przez Urząd Regulacji Energetyki w Polsce. Jej wielkość znacznie różni się w poszczególnych krajach, przy czym przy porównywaniu taryf ważne jest uwzględnienie siły nabywczej konsumenta. Istnieje wiele przyczyn, które powodują te różnice w taryfach. Cena energii elektrycznej zależy w dużej mierze od rodzaju i ceny rynkowej stosowanego paliwa, subwencji rządowych, regulacji publicznych i prywatnych (np. sektora elektroenergetycznego), a nawet lokalnych warunków pogodowych.

## Taryfy progresywne
W niektórych krajach wprowadza się system progresywnych taryf energii elektrycznej – „mniej zużywasz – mniej płacisz za kWh”, „więcej zużywasz – więcej płacisz za kWh”. Taryfy te mają na celu wdrażanie zasady zrównoważonego rozwoju (w Polsce zasada konstytucyjna), ograniczanie ubóstwa energetycznego oraz ograniczanie zużycia energii. W latach 70. XX wieku podczas kryzysu energetycznego taryfy progresywne wprowadzili Japończycy, Włosi i Amerykanie w Kalifornii, wprowadzając jednocześnie podstawową stałą dla każdego obywatela ilość energii, dla której gwarantowano niską taryfę. Francja rozważa wprowadzenie systemu taryf progresywnych.